# Бересть (Польща)
Бересть (пол. Bereść) — село в Польщі, у гміні Грабовець Замойського повіту Люблінського воєводства. Населення — 289 осіб (2011).

## Історія
1735 року в селі зведено греко-католицьку церкву Різдва Пресвятої Богородиці. У часи входження до Російської імперії, село належало до Грубешівського повіту Люблинської губернії. За даними етнографічної експедиції 1869—1870 років під керівництвом Павла Чубинського, у селі проживали греко-католики, які розмовляли українською мовою. У 1903—1908 роках зведена нова православна мурована церква в російському стилі, а стара була розібрана. На цвинтарі була православна каплиця, яка згоріла під час Першої світової війни.
За офіційним переписом населення Польщі 10 вересня 1921 року в селі налічувалося 100 будинків (з них 80 житлових) та 577 мешканців, з них:
- 281 чоловік та 296 жінок;
- 462 православних, 104 римо-католика, 11 юдеїв;
- 386 українців, 179 поляків, 11 євреїв, 1 особа іншої національності.

На сусідній однойменній колонії було 12 домів і 75 жителів, з яких 49 українців (при 60 православних і 15 римо-католиків).
У 1942—1943 роках за доносами коменданта польської поліції Шипульського німецька жандармерія розстріляла в селі декількох українців за те, що вони начебто були комуністами. Протягом цього часу поляки постійно здійснювали напади і вбивства місцевого українського населення. У 1943 році в селі проживало 784 українці та 194 поляків.
21 березня 1944 року (за польськими даними — 16 березня) відділ Армії Крайової на чолі з Юзефом Шмєхом («Чьонґом») вчинили розправу над українцями, вбивши щонайменше 209 людей з Берестя та 38 осіб з інших сіл, серед них багато дітей та жінок. Польські шовіністи ще нападали на село 2.04.1944 і 9.06.1944, убивши при цьому ще щонайменше 31 українця.
Після 1945 року колишня православна церква була розібрана.
У 1975—1998 роках село належало до Замойського воєводства.

## Населення
Демографічна структура станом на 31 березня 2011 року:
|          | Загалом | Допрацездатний вік | Працездатний вік | Постпрацездатний вік |
| -------- | ------- | ------------------ | ---------------- | -------------------- |
| Чоловіки | 153     | 33                 | 102              | 18                   |
| Жінки    | 136     | 28                 | 76               | 32                   |
| Разом    | 289     | 61                 | 178              | 50                   |

## Особистості

### Народилися
- Михайло Савинець (1925—1945) — булавний УПА, лицар Бронзового хреста бойової заслуги УПА.